# Margaret Conkey
Margaret W. Conkey (1943) é uma arqueóloga e acadêmica americana, especializada na Cultura Magdaleniana do Paleolítico Superior nos Pirenéus franceses. A sua investigação centra-se na arte rupestre produzida neste período. Conkey é apontada como uma das primeiras arqueólogas a explorar as questões de gênero e as perspectivas feministas na arqueologia e nas sociedades humanas do passado, usando a teoria feminista para reinterpretar imagens e objetos da Era Paleolítica ou do final da Idade do Gelo. Ela é Professora Emérita de Antropologia (anteriormente, Professora da Classe de 1960 e Diretora do Centro de Pesquisas Arqueológicas) na Universidade da Califórnia, Berkeley. Ela foi nomeada pela revista Discover pelo seu artigo de 2002, "As 50 mulheres mais importantes da ciência".
Ao longo dos anos tem continuado a dedicar-se às perspetivas feministas na arqueologia, tendo organizado grandes conferências, editado livros e inúmeros artigos sobre o tema. Conkey também pediu o reconhecimento das mulheres na história da disciplina arqueológica.

## Biografia
Conkey, a mais velha dos cinco irmãos, formou-se no Mount Holyoke College em 1965  com especialização em história antiga e história da arte,  e logo teve a chance de ir para a Jordânia - no que hoje é a Cisjordânia - para trabalho em arqueologia bíblica. Quando ela então apresentou pedidos de graduação para os departamentos de antropologia da Universidade de Chicago e da Universidade da Pensilvânia, ela foi informada de que precisava fazer um ano de graduação em antropologia (que não estava disponível no Mount Holyoke College) antes que eles pudessem conceder-lhe um diploma final. admissão. Ela e uma amiga passaram um verão em Nova Iorque, onde conseguiu um emprego na Fundação Wenner-Gren para Pesquisa Antropológica como bibliotecária e acabou se tornando analista de bolsas. Quando foi aprovada no Museu Oriental da Universidade de Chicago, ela voltou para cidade com intuito de participar e trabalhar meio período como assistente editorial na Current Anthropology.
Ganhando seu doutorado em antropologia na Universidade de Chicago em 1978, ela então lecionou na Universidade da Califórnia em Los Angeles por seis anos, e se juntou ao corpo docente de antropologia da SUNY-Binghamton em 1977, onde também atuou como co-diretora de Estudos da Mulher. Ela aceitou uma cátedra associada em antropologia em Berkeley em 1987. Paralelamente ao seu trabalho de campo, outros temas de investigação e publicações abordaram a pedagogia e o ensino da arqueologia; o desenvolvimento e uso de recursos da internet no ensino de Introdução à Arqueologia (tendo recebido várias bolsas de tecnologia instrucional para isso); bem como iniciar e implementar um programa de extensão em arqueologia nas escolas locais.
Em julho de 1997, Conkey foi escolhida para ser professora catedrática de antropologia da turma de 1960, uma rara cadeira dotada.

## Trabalho arqueológico
Conkey tem perseguido um interesse contínuo na interpretação e estudo da arte paleolítica, a teoria e os contextos sociais da pesquisa de arte rupestre, e reunindo os diferentes tipos de observações e pesquisas que têm sido usadas no campo sob diferentes guarda-chuvas teóricos (incluindo teoria prática e teoria feminista).

### Discurso de gênero na arte paleolítica
Conkey encoraja os arqueólogos a repensar os possíveis significados das imagens paleolíticas - que as pinturas rupestres representaram não apenas uma revolução artística, mas uma revolução social que fez dessas imagens uma parte crítica da sustentação dessas comunidades paleolíticas; em que as mulheres estavam envolvidas em mais aspectos do início da vida do que se pensava. Ela desafia a teoria de longa data de que a arte rupestre era uma prática principalmente masculina e era uma magia simpática para garantir o sucesso durante a caça, dizendo que “não podemos explicar 25 000 anos de material dizendo que tudo estava relacionado à caça." Ela ressalta que os animais retratados nas pinturas nas paredes e os restos de animais em fossas de lixo nas proximidades são muitas vezes de espécies diferentes - isso implica que suas pinturas provavelmente carregavam mais significado cultural ou social do que apenas sobre comida.
Os interesses combinados em arte pré-histórica, especialmente a da Europa paleolítica, e arqueologia de gênero e feminista, também envolveram pesquisas e publicações recentes sobre estatuetas de "deusas", especialmente da Europa antiga, em colaboração com a colega de Berkeley Ruth Tringham. Eles investigam como as histórias arqueológicas sobre essas figuras foram retomadas (muitas vezes de forma problemática) pela cultura popular contemporânea.[carece de fontes?]

### Investigação nos Pirenéus franceses
Conkey desenvolve o projeto de pesquisa de campo intitulado “Entre as Cavernas” nos Pirenéus Franceses desde 1993, focado na era paleolítica e na contextualização da rica evidência arqueológica de arte e cultura material encontrada nas cavernas da região.

Duas questões de longa data na arqueologia têm sido os vieses de preservação e seleção - as cavernas oferecem especialmente ricas fontes de ambos. São condições ideais para ter artefatos preservados e são fáceis de encontrar. Então, historicamente, nossa pesquisa sempre apresentou um retrato muito centrado em cavernas da vida paleolítica, em que as pessoas no Paleolítico pareciam apenas pousar em locais de cavernas e, de repente, apareciam em algum outro local. Os arqueólogos reconheceram que essas pessoas obtinham sua comida ao ar livre e que não viviam nas cavernas o ano todo, mas também pareciam pensar que a atividade não seria interessante ou arqueologicamente frutífera. No entanto, no início da década de 1970, os arqueólogos americanos estavam usando um novo método ao ar livre para pesquisar a paisagem externa em busca de artefatos arqueológicos. Esse método ainda não havia sido usado na Europa, então Conkey sugeriu um novo projeto no qual eles estariam procurando materiais - para pesquisa paleolítica, ferramentas de pedra - na paisagem ao invés de dentro de cavernas.
“Eles disseram: “Você não vai encontrar nada.” Eu disse: “Por que não vou encontrar nada?” Eles disseram: “Ninguém realmente encontrou nada ou relatou nada”. Eu disse: “Alguém olhou sistematicamente?” Eles disseram: “Bem, não”. Eles achavam que eu era maluco”. - Margaret Conkey
No entanto, existem evidências de que os povos paleolíticos passaram menos tempo em cavernas do que imaginávamos no passado. Por exemplo, evidências de ocupação sazonal às vezes podem ser inferidas de ossos de animais. Olhando para os dentes de animais encontrados, os arqueólogos podem dizer em que época do ano os animais foram mortos. Outros animais estão disponíveis apenas em determinadas épocas do ano - como peixes que desovam em determinadas estações. No geral, está claro que as pessoas ficavam em cavernas por talvez alguns meses por ano no máximo, e quase todas essas cavernas são descritas pelos arqueólogos como sazonais (ocupadas nos meses de outono ou inverno). Assim, Conkey e suas equipes fizeram o que foi ignorado por um século; eles olharam para as vidas que os povos paleolíticos levavam entre os locais das cavernas na França. Antes de 1993, nenhuma pesquisa havia sido feita sobre isso.
Em última análise, ela espera que isso os ajude a entender melhor a geografia social e as paisagens da arte paleolítica. É também um projeto sobre pesquisa arqueológica fundamental, sobre métodos de pesquisa e sobre arqueologia da distribuição. Ela lidera equipes de tamanhos variados e faz levantamentos de intensidade variada, pesquisando a paisagem, buscando vestígios do dia-a-dia dos pintores das cavernas. Desde 2006, sua equipe internacional realizou a escavação do primeiro sítio a céu aberto da região e descobriu mais de 3 000 artefatos líticos identificáveis, alguns datando da era paleolítica e distribuídos em um transecto de 260 quilômetros quadrados. Isso foi realizado usando duas bolsas da Fundação Nacional da CiÊncia, uma do France-Berkeley Fund e várias do Stahl Endowment da UC Berkeley, Archaeological Research Facility. A NSF ainda tem esse programa que financia projetos de alto risco e permite que as pessoas realizem projetos novos e inéditos com fonte de financiamento. Foi uma pequena doação - entre 25 mil a 30 mil dólares - para a qual Conkey teve que desenvolver relacionamentos com colegas franceses, além de obter permissão do serviço arqueológico regional e uma licença.

## Diversidade e igualdade no trabalho de campo
Conkey desafiou consistentemente a noção de que o trabalho de campo é inerentemente masculino e encoraja colegas arqueólogos a considerar a miríade de maneiras pelas quais o gênero molda as experiências humanas - passadas e presentes. Quando estava na Jordânia, por exemplo, ela não conseguia cavar no campo - porque era uma mulher jovem e todos os trabalhadores contratados eram homens mais velhos. Conkey também incentiva mais atenção às diretoras anônimas, como Cynthia Irwin-Williams e Patty Jo Watson.

## Honrarias e prêmios
Professora Conkey tornou-se presidente da Sociedade de Arqueologia Americana em 2009.
Em 2009, ela recebeu o Chancellor's Award for Advancing Institutional Excellence de Berkeley, por seu trabalho em prol da diversidade e igualdade de oportunidades. Ela também ganhou o Prêmio de Ensino Distinto (1996) e o Prêmio de Iniciativas Educacionais (2001) e alavancou os fundos iniciais para um Laboratório de Ensino Multimídia para o Departamento de Antropologia.
Em 2017, ela foi premiada com a Medalha Memorial Huxley do Instituto Real de Antropologia.

## Filmografia
| Ano  | Título  | Função      | Notas                                                  |
| ---- | ------- | ----------- | ------------------------------------------------------ |
| 2002 | Sexo BC | Ela própria | Documentário de minissérie de TV da Optomen Television |

## Obras publicadas
- "Archaeology and the Study of Gender" (1984) (With Janet D. Spector) - (em inglês)
- Engendering Archaeology:Women and Prehistory (1991) (With Joan M. Gero) - (em inglês)
- The Uses of Style in Archaeology (New Directions in Archaeology) (1993) (With Christine Ann Hastorf) - (em inglês)
- Programme to Practice: Gender and Feminism in Archaeology. Annual Review of Anthropology (Vol. 26: October 1997) (With Joan M. Gero) - (em inglês)
- Symbolism and the Cultural Landscape (1980) (With Lester B Rowntree) - (em inglês)
- Ancient Goddesses: The Myths and Evidence (1998) (With Ruth Tringham, Lyn Meskell, Joan Goodnick Westenholz, Karel van der Toorn, Fekri A. Hassan, Mary E. Voyatzis,Caroline Malone) - (em inglês)
- Beyond Art: Pleistocene Image and Symbol (1997) (As editor, with Olga Soffer, Deborah Stratmann, Nina G. Jablonski) - (em inglês)
- Perspectives on Anthropological Collections from the American Southwest: Proceedings of a Symposium (Anthropological Research Papers) (As editor, with Ann Lane Hedlund) - (em inglês)